# Wolfgang Sidka
Wolfgang Sidka (* 26. Mai 1954 in Lengerich) ist ein deutscher Fußballtrainer und -funktionär sowie ehemaliger Fußballspieler.
Er war zuletzt Vorstandsvorsitzender und Präsident des VfB Oldenburg.

## Spieler
Als Mittelfeldspieler spielte er in der Ersten und Zweiten Bundesliga bei Hertha BSC (1971–1980), dem TSV 1860 München (1980–1982), dem VfB Oldenburg (1989–93) und Werder Bremen (1982–1987).
Sein Bundesligadebüt gab Wolfgang Sidka am 33. Spieltag, der Saison 1971/72, als wegen des Bundesliga-Skandals nahezu die gesamte Stammelf von Hertha BSC gesperrt worden war. Er wurde auch noch am 34. Spieltag eingesetzt, kam dann aber in den folgenden zwei Jahren zu keinem Einsatz mehr. Erst in der Saison 1974/75 gelang ihm der Durchbruch zum Stammspieler in der Bundesliga. Insgesamt absolvierte Sidka bis zum Ende der Saison 1979/80 184 Bundesligaspiele für Hertha BSC und schoss dabei 24 Tore. 1974/75 belegte er mit Hertha BSC Platz 2 in der Bundesliga, 1977/78 erreichte das Team den dritten Platz. In den Jahren 1977 und 1979 stand Sidka mit der Hertha im Pokalfinale, verließ den Platz aber jeweils als Verlierer.
Vor der Saison 1980/81 wechselte er zum TSV 1860 München, für den er in 34 Bundesligaspielen mitwirkte und drei Tore schoss. Die Mannschaft stieg jedoch aus der Bundesliga ab. In der folgenden Zweitligasaison erzielte Sidka in 37 Spielen 15 Tore; trotzdem verpassten die Münchener den Wiederaufstieg. Der hochverschuldete Verein musste sogar seine Lizenz für die Zweite Liga abgeben. Sidka wechselte daraufhin nach Bremen; von 1982/83 bis 1985/86 hatte er dort 115 Bundesligaeinsätze und erzielte dabei 17 Tore. Mit Werder erreichte er 1983, 1985 und 1986 jeweils Platz 2, 1984 erreichte das Team den fünften Platz.
Sein wohl bekanntestes Spiel ist das Rückspiel im UEFA-Pokal mit Werder Bremen am 3. Oktober 1984 gegen den RSC Anderlecht. Werder hatte das Hinspiel in Belgien 0:1 verloren. Sidka schoss zunächst beide Tore zur 2:0-Führung, die Bremen gereicht hätte, um den Vergleich mit der belgischen Mannschaft zu gewinnen. Anschließend unterlief ihm jedoch ein Eigentor, wodurch sein Verein aus dem Wettbewerb ausschied. Anderlecht qualifizierte sich bei gleicher Tordifferenz aufgrund der Auswärtstorregel für die nächste Runde.
Insgesamt wirkte Wolfgang Sidka in 333 Bundesligaspielen mit und erzielte dabei 44 Treffer.

## Trainer
Seit 1987 arbeitet Sidka als Trainer. In Deutschland trainierte er zunächst Tennis Borussia Berlin (1987/88, 1993/94 mit dem DFB-Pokalhalbfinale) und den VfB Oldenburg (1989–1993), den er sensationell von der Oberliga Nord in die 2. Bundesliga führte und dann den Bundesliga-Aufstieg nur um einen Treffer und Punkt verpasste. Zahlreiche Spiele dieser Zeit bestritt Sidka als Spielertrainer selbst. Danach ging er zu Arminia Bielefeld (1994) und zum FC Oberneuland (1995–1997) mit Ligaaufstieg. 1997 glückte ihm als Trainer die Rückkehr zu Werder Bremen. Zuerst als Co- und dann ab August 1997 als Cheftrainer in der Bundesliga. Er war der erste Trainer seit Otto Rehhagel, der den SV Werder im Sommer 1998 wieder in den Europacup führte. Auf dem internationalen Parkett kam dann im Spätherbst 1998 Sidkas Aus bei Werder, obwohl man gegen Frankreichs Starensemble Olympique Marseille mit drei Weltmeistern ein erstaunliches 1:1 erzielte. Doch weil Werder in der Bundesliga nach acht Spieltagen und einer Verletzungsmisere plötzlich Letzter war, musste Sidka gehen. Der zehn Tage zuvor von Sidka in Brasilien entdeckte Aílton war dann quasi sein Abschiedsgeschenk an Werder. Danach übernahm er von Gerd-Volker Schock den VfL Osnabrück für zwei Relegationsspiele um den Aufstieg in die Zweite Bundesliga. Nach dem verpassten Aufstieg führte Sidka den VfL in der Saison 1999/2000 an die Tabellenspitze der Regionalliga Nord, nach 22 Spieltagen wurde er aber durch Lothar Gans ersetzt.
Nach 155 Spielen als Trainer in den hiesigen Bundesligen startete Sidka im Jahr 2000 seine Auslandskarriere im arabischen Raum. Er übernahm den Posten des Nationaltrainers von Bahrain auf dem FIFA-Weltranglistenplatz 138. Er führte Bahrain 2002 zur arabischen Vizemeisterschaft und landete bei der Wahl zu Asiens Trainers des Jahres auf Platz 3. Von 2003 bis 2005 betreute er in Katar die Vereinsmannschaft von Al-Arabi mit Weltstars wie Stefan Effenberg und Gabriel Batistuta. 2004 wurde er in Katar zum Trainer des Jahres gewählt. 2005 kehrte Sidka, parallel zu seiner Arbeit als Vereinstrainer, als Nationaltrainer nach Bahrain zurück. Doch kurz nach dem Aus in der direkten WM-Qualifikation trennten sich die Wege – immerhin nach einem Sprung auf Weltranglistenplatz 50. Ohne ihn verpasste Bahrain dann aber auch das Last-Minute-Ticket für die Fußball-Weltmeisterschaft 2006 gegen Trinidad und Tobago.
Vom 6. April 2006 bis zum 30. Juni 2006 war Sidka Trainer des MSV Neuruppin. Von Dezember 2006 bis Juni 2007 trainierte er in Katar das Spitzenteam von Al-Gharafa, mit dem er im Mai 2007 Vizemeister und Pokalfinalist wurde.
In seiner Heimat unterstützt er seit September 2007 den Berliner Sport-Club. Er half auch als Trainer aus, um dann seinen ehemaligen Co-Trainer Edmund Stöhr zu installieren.
Ab November 2008 trainierte Sidka wieder in Bremen. Beim Regionalligisten FC Oberneuland übernahm er das Traineramt des zuvor beurlaubten Mike Barten, der dann als Co-Trainer von Dieter Eilts zu Hansa Rostock wechselte. Bereits im Januar 2009 beendete er sein Engagement in Oberneuland wieder, da er in diesem Umfeld seine professionellen Werte angeblich nicht durchsetzen konnte.
Am 9. August 2010 unterschrieb Sidka einen Vertrag beim irakischen Fußballverband. Er übernahm die Nationalmannschaft des Landes. Nach einem Jahr entschied der Fußballverband, den Vertrag nicht zu verlängern.